# Molophilus (Molophilus) pansus
Molophilus (Molophilus) pansus is een tweevleugelige uit de familie steltmuggen (Limoniidae). De soort komt voor in het Neotropisch gebied.